# Уади Рам
Уади Рам (на арабски: وادي رم), наричана още Лунната долина (на арабски: وادي القمر), е камениста пустинна долина, врязваща се в скали от гранит и пясъчник в южната част на Йордания, на около 60 km източно от Акаба. Това е най-голямото уади в страната.
Във Уади Рам, който се слави със своите „извънземни“ и „приказни“ пейзажи, са снимани филмите: Лорънс Арабски, Марсианецът, Rogue One: История от Междузвездни войни, Аладин, Междузвездни войни: Епизод IX и много други.

## История
Уади Рам е обитавана от различни култури още от древността. На Запад Уади Рам става известна най-вече с това, че британският офицер Томас Лорънс преминава през нея няколко пъти по време на Арабското въстание през 1917 – 1918 г. През 1980-те години едно от скалните образувания на Уади Рам, първоначално познато под името Джабал ал-Мазмар, е наречено „Седемте стълба на мъдростта“, което е вдъхновено от едноименната биографична книга на Томас Лорънс след края на военните действия. Почти всички, обитаващи района на пустинята днес, имат бедуински произход и водят номадски начин на живот до скока на туризма към мястото през 20 век.

## География
В долината Уади Рам е разположено едноименно село. Най-високата точка на Йордания, Джабал Ум ад Дами (1840 m), се намира на 30 километра южно от него. Ако денят е ясен, е възможно да се види Червено море и границата със Саудитска Арабия от върха.
На места пустинята преминава в полупустиня с изолирани сухи дървета и храсти. Повърхността като цяло е неравна, сред формите на релефа изобилстват каньоните и възвишенията.
Джабал Рум (1734 m) е вторият по височина връх в Йордания и най-високият връх в централната част на Уади Рам.
В долината са намерени петроглифи, гравирани върху пещерни стени и изобразяващи хора и антилопи, които датират от времената на цивилизацията Самуд. Самото село Уади Рам населяват няколкостотин бедуински жители. Те живеят в палатки или къщи. Селото разполага с две училища (едно за момчета и едно за момичета), няколко магазина, както и щаб-квартирата на Пустинния патрул, който в миналото брани границата на емирата Трансйордания.

## Туризъм
След като филмът Лорънс Арабски излиза през 1962 г., се наблюдава ръст на туризма в Йордания и особено в Уади Рам, където е сниман филмът.
Районът е една от най-важните туристически дестинации на Йордания, привличайки голям брой чуждестранни туристи, особено планинари и катерачи. Освен това тук се предлага сафари на гърба на камила или кон. Луксозните лагери, които са изградени в района, също привличат допълнително туристи.